# Mons Wolff
Il Mons Wolff è una struttura geologica della superficie della Luna.
Il mons è dedicato al filosofo tedesco Christian Wolff.

## Crateri correlati
Alcuni crateri minori situati in prossimità di Mons Wolff sono convenzionalmente identificati, sulle mappe lunari, attraverso una lettera associata al nome.
| Wolff | Latitudine | Longitudine | Diametro |
| ----- | ---------- | ----------- | -------- |
| A     | 15,79° N   | 7,75° W     | 6,41 km  |
| B     | 16,03° N   | 8,74° W     | 7,92 km  |